# Noah M. Mason

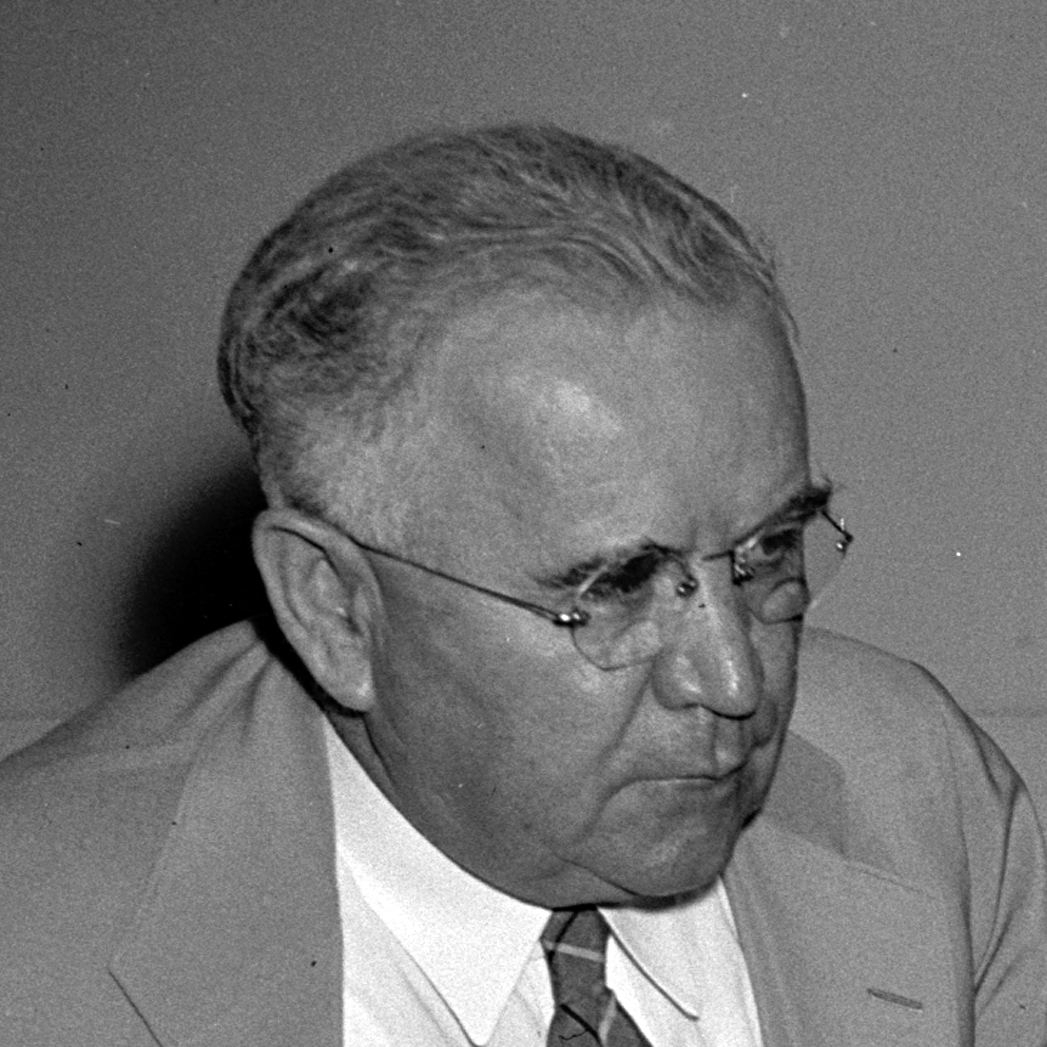
Noah M. Mason (1938)

Noah Morgan Mason (* 19. Juli 1882 in Glamorganshire, Wales, Vereinigtes Königreich; † 29. März 1965 in Joliet, Illinois) war ein US-amerikanischer Politiker. Zwischen 1937 und 1963 vertrat er den Bundesstaat Illinois im US-Repräsentantenhaus.

## Werdegang
Im Jahr 1888 kam Noah Mason mit seinen Eltern aus seiner walisischen Heimat nach La Salle in Illinois, wo er später die öffentlichen Schulen besuchte. Außerdem absolvierte er das Dixon College und studierte an der Illinois State Normal University. In den folgenden Jahrzehnten war er hauptsächlich im Schuldienst tätig. Von 1902 bis 1905 war er Lehrer in Oglesby. Von 1908 bis 1936 fungierte er als Schulrat. Außerdem war er in den Jahren 1918 bis 1926 Gemeinderat in Oglesby. Zwischen 1926 und 1930 war Mason Vorstandsmitglied der Illinois State Normal School. Politisch wurde er Mitglied der Republikanischen Partei. Von 1930 bis 1936 saß er im Senat von Illinois.
Bei den Kongresswahlen des Jahres 1936 wurde Mason im zwölften Wahlbezirk von Illinois in das US-Repräsentantenhaus in Washington, D.C. gewählt, wo er am 3. Januar 1937 die Nachfolge des zwischenzeitlich verstorbenen John T. Buckbee antrat. Nach zwölf Wiederwahlen konnte er bis zum 3. Januar 1963 insgesamt 13 Legislaturperioden im Kongress absolvieren. Seit 1949 vertrat er dort den 15. Distrikt seines Staates. Während seiner Zeit im Kongress wurden dort bis 1941 weitere New-Deal-Gesetze der Bundesregierung unter Präsident Franklin D. Roosevelt verabschiedet. Seit 1941 war auch die Arbeit des Kongresses von den Ereignissen des Zweiten Weltkrieges geprägt. In Masons Zeit im Kongress fielen außerdem der Beginn des Kalten Krieges, der Koreakrieg und innenpolitisch die Bürgerrechtsbewegung.
Noah Mason galt als konservativer Kongressabgeordneter. Er war ein entschiedener Gegner der New-Deal-Politik der Bundesregierung unter Präsident Roosevelt und trat für die Stärkung der Rechte der Einzelstaaten ein. In den 1950er Jahren schloss er sich der Kampagne von US-Senator Joseph McCarthy gegen sogenannte unamerikanische Umtriebe an. 1962 verzichtete er auf eine weitere Kongresskandidatur.
Nach dem Ende seiner Zeit im US-Repräsentantenhaus zog sich Noah Mason in den Ruhestand zurück, den er in Plainfield verbrachte. Er starb am 29. März 1965 in Joliet und wurde in Plainfield beigesetzt.